# 윤유선
윤유선(1969년 1월 17일(1968년 음력 11월 29일) ~ )은 대한민국의 배우이다. 7살 시절이던 1974년 영화 《만나야 할 사람》으로 첫 데뷔를 하였으며 1978년 TBC 아역 2기 텔런트로 데뷔하였다.

## 학력
- 세종초등학교 (졸업)
- 외도초등학교 (졸업)
- 숙명여자중학교 (졸업)
- 영파여자고등학교 (졸업)
- 서울예술전문대학 방송연예과 전문학사 (졸업)

## 출연작

### 드라마

#### KBS
- 1977년 TBC 주간드라마 《청실홍실》
- 1980년 KBS 일요사극 《파천무》 ... 단종 역
- 1981년 KBS1 대하드라마 《대명》
- 1987년 KBS1 대하드라마 《토지》 ... 송애 역
- 1988년 KBS2 대하드라마 《하늘아 하늘아》
- 1989년 KBS1 일일연속극 《회전목마》
- 1989년 KBS1 일일연속극 《서울뚝배기》
- 1990년 KBS2 주말연속극 《야망의 세월》 ... 한지원 역
- 1991년 KBS2 월화드라마 《형》 ... 동숙 역
- 1992년 KBS1 추석특집극 《오유란전》 ... 오유란 역
- 1993년 KBS1 신년특집극 《위스키와 돼지갈비》
- 1993년 KBS1 추석특집극 《마천마을 사람들》
- 1994년 KBS2 대하드라마 《역사의 라이벌》
- 1995년 KBS1 일일연속극 《바람은 불어도》 ... 청자 역
- 1996년 KBS2 일일연속극 《원지동 블루스》
- 1996년 KBS2 납량특집드라마 《전설의 고향 - 덕대골 편》
- 1997년 KBS1 신년특집극 《댁의 딸, 우리 아들》
- 1997년 KBS1 TV소설 《초원의 빛》 ... 인경 역
- 1998년 KBS1 신년특집극 《목마들의 언덕》 ... 원희 역
- 1998년 KBS1 대하드라마 《왕과 비》 ... 귀인 엄씨 역
- 2000년 KBS2 주말연속극 《꼭지》 ... 정혜순 역
- 2002년 KBS2 어린이드라마 《매직키드 마수리》 ... 이미란 역
- 2005년 KBS2 어린이드라마 《641 가족》 ... 성순아 역
- 2006년 KBS2 미니시리즈 《굿바이 솔로》 ... 이미자 역
- 2006년 KBS2 미니시리즈 《봄의 왈츠》 ... 은영 모, 조혜순 역
- 2006년 KBS1 일일연속극 《열아홉 순정》 ... 박윤지 역
- 2007년 KBS2 단막극 《드라마시티 - 달려라 공주야》 ... 이동희 역
- 2008년 KBS2 미니시리즈 《연애결혼》 ... 윤혜선 역
- 2009년 KBS2 미니시리즈 《남자 이야기》 ... 도우 모 역
- 2010년 KBS2 월화드라마 《매리는 외박중》 ... 이강현 작가 역
- 2012년 KBS2 단막극 《KBS 드라마 스페셜 - 모퉁이》 ... 오미란 역
- 2013년 KBS2 월화드라마 《굿 닥터》 ... 오경주 역
- 2014년 KBS2 주말연속극 《참 좋은 시절》 ... 조명란 역
- 2015년 KBS2 수목드라마 《고맙다, 아들아》 ... 윤지혜 역
- 2015년 KBS2 금토드라마 《프로듀사》 ... 김태호 아내 역
- 2016년 KBS2 단막극 《KBS 드라마 스페셜 - 동정 없는 세상》 ... 숙경 역
- 2019년 KBS2 단막극 《KBS 드라마 스페셜 - 집우집주》 ... 송현옥 역
- 2019년 KBS2 월화드라마 《조선로코 - 녹두전》 ... 천행수 역
- 2021년 KBS2 금요드라마 《이미테이션》 ... 마하의 엄마 역 (특별출연)
- 2022년 카카오TV 드라마 《결혼백서》... 박미숙 역
- 2022년 KBS2 수목드라마 《징크스의 연인》 ... 수광엄마 역 (특별출연)
- 2024년 KBS2 주말연속극 《미녀와 순정남》... 김선영 역
- 2025년 KBS2 수목드라마 《남주의 첫날밤을 가져버렸다》... 윤덕정 역

#### MBC
- 1979년 어린이드라마 《오똑이분대》
- 1981년 어린이드라마 《호랑이 선생님》
- 1982년 일일연속극 《사랑합시다》 ... 막내딸 역
- 1982년 대하드라마 《여인열전 - 장희빈》
- 1994년 아침드라마 《천국의 나그네》 ... 인숙 역
- 1995년 추석특집극 《비봉 가는 길》 ... 성희 역
- 1996년 대하드라마 《미망》
- 1997년 일일시트콤 《남자 셋 여자 셋》
- 1997년 베스트극장 《어느 봄날의 동화》 ... 은경 역
- 1998년 일요아침드라마 《사랑밖엔 난 몰라》 ... 영심 역
- 1998년 미니시리즈 《세상 끝까지》
- 1999년 미니시리즈 《흐르는 것이 세월뿐이랴》 ... 박정희 역
- 1999년 베스트극장 《바리데기》 ... 영란 역
- 1999년 일일연속극 《날마다 행복해》 ... 홍애옥 역
- 2001년 일일연속극 《결혼의 법칙》
- 2001년 주말연속극 《그 여자네 집》 ... 태숙 역
- 2003년 미니시리즈 《러브레터》 ... 수녀 젬마 역
- 2003년 베스트극장 《장모는 무서워》 ... 윤주 역
- 2003년 베스트극장 《우리들의 작문교실》 ... 은아 모 역
- 2004년 아침드라마 《빙점》 ... 왕희경 역
- 2004년 미니시리즈 《불새》 ... 정신과 의사 역
- 2004년 베스트극장 《남편은 파출부》
- 2006년 미니시리즈 《궁》 ... 황후민씨 역
- 2006년 주말연속극 《누나》 ... 건숙 역
- 2007년 주말특별기획 《에어시티》 ... 영재의 누나 역
- 2007년 2부작드라마 《그라운드 제로》 ... 이미숙 역
- 2009년 미니시리즈 《돌아온 일지매》 ... 일지매를 구해주는 왜인 여자 역(우정출연)
- 2009년 대하드라마《선덕여왕》 ... 마야부인 역
- 2011년 특별기획드라마 《짝패》 ... 막순 역
- 2011년 일일시트콤 《하이킥! 짧은 다리의 역습》 ... 윤유선 역
- 2012년 기획특집극 《못난이 송편》 ... 이세진 모 역
- 2013년 특별기획 《구암 허준》 ... 홍춘 역
- 2015년 주말연속극 《엄마》 ... 남옥 역
- 2015년 수목드라마 《그녀는 예뻤다》 ... 차혜정 역
- 2016년 주말특별기획드라마 《옥중화》 ... 김씨 부인 역
- 2016년 수목드라마 《쇼핑왕 루이》 ... 홍재숙 역
- 2016년 수목드라마 《역도요정 김복주》 ... 김정연 역
- 2017년 월화드라마 《왕은 사랑한다》 ... 은산 모 역(특별출연)
- 2018년 주말드라마 《부잣집 아들》 ... 박현숙 역
- 2019년 월화드라마 《아이템》 ... 신소영의 어머니 조미애 역 (특별출연)
- 2022년 금토드라마 《내일》 ... 이정임 역

#### SBS
- 1996년 대하드라마 《임꺽정》 ... 섭섭이 역
- 1997년 월화드라마 《여자》
- 1997년 2부작특집극 《혼자 밥먹는 여자》 ... 정옥 역
- 1997년 드라마스페셜 《화이트 크리스마스》
- 1997년 드라마스페셜 《모델》
- 1998년 일일연속극 《서울 탱고》 ... 조하영 역
- 2000년 아침드라마 《용서》
- 2002년 창사특집극 《그대는 이 세상》 ... 영숙 역
- 2005년 미니시리즈 《루루공주》 ... 고희수 모 역
- 2007년 대하드라마 《왕과 나》 ... 처선 모, 월화 역
- 2008년 드라마스페셜 《불한당》 ... 권오숙 역
- 2010년 대하드라마 《자이언트》 ... 정영선 역 (특별출연)
- 2010년 드라마스페셜 《내 여자친구는 구미호》 ... 차민숙 역
- 2013년 월화드라마 《장옥정, 사랑에 살다》 ... 강씨 부인 역
- 2013년 일일연속극 《잘 키운 딸 하나》 ... 주효선 역
- 2014년 일일연속극 《달려라 장미》 ... 나연주 역
- 2016년 월화드라마 《육룡이 나르샤》 ... 노년 분이 역 (특별출연)
- 2016년 일일연속극 《당신은 선물》 ... 복순이 역
- 2017년 월화드라마 《의문의 일승》 ... 국수란 역
- 2019년 아침드라마 《강남스캔들》 ... 진복 처 역 (특별출연)
- 2024년 금토드라마 《재벌X형사》 ... 고미숙 역

#### 타방송사
- 1997년 HBS 일일시트콤 《행복도 팝니다》 ... 윤수재의 처 역
- 2011년 tvN 미니시리즈 《버디버디》 ... 조경숙 역
- 2013년 JTBC 주말연속극 《맏이》 ... 윤임순(반촌댁) 역
- 2014년 tvN 일일시트콤 《감자별 2013QR3》 ... 빵집 사장 역
- 2014년 tvN 월화드라마 《고교처세왕》 ... 유진우의 어머니 역
- 2017년 OCN 주말드라마 《구해줘》 ... 김보은 역
- 2017년 JTBC 월화드라마 《그냥 사랑하는 사이》 ... 윤옥 역
- 2017년 TV조선 시트콤 《너의 등짝에 스매싱》 ... 이현진의 어머니 역
- 2019년 CGNTV 본격 러브액션드라마 《고고송》 - 장미숙 역
- 2019년 tvN 월화드라마 《어비스》 ... 엄애란 역
- 2020년 JTBC 화요드라마 《라이브온》... 호랑의 어머니 역 (특별출연)
- 2022년 ENA 수목드라마 《이상한 변호사 우영우》 ... 정경희 역 (특별출연)
- 2022년 tvN 수목드라마 《아다마스》 ... 하영신 역 (특별출연)
- 2022년 JTBC 수목드라마 《사랑의 이해》 … 윤미선 역
- 2023년 Netflix 오리지널 드라마 《사냥개들》 ... 윤소연 역
- 2024년 MBN 금토드라마 《나쁜 기억 지우개》 ... 은지선 역
- 2025년 JTBC 토일드라마 《에스콰이어 : 변호사를 꿈꾸는 변호사들》 … 최은희 역

### 영화
- 1974년 《만나야 할 사람》
- 1975년 《너 또한 별이 되어》 ... 윤정 역
- 1978년 《날으는 일지매》
- 1978년 《마지막 겨울》
- 1980년 《빨주노초파남보》
- 1980년 《두 여인》
- 1981년 《빙점 81》
- 1982년 《유혹》
- 1985년 《열아홉 쌩머리》 ... 소희 역
- 1986년 《88 짝궁들》
- 1994년 《두 여자 이야기》 ... 경자 역
- 2002년 《정》 ... 복녀 역
- 2002년 《미션 바라바》 ... 영희 역
- 2006년 《거룩한 계보》 ... 화이 역(특별 출연)
- 2007년 《아들》 ... 엄마 기러기 목소리 역(특별 출연)
- 2008년 《무방비도시》 ... 조수현 역
- 2014년 《또 하나의 약속》 ... 윤정임 역
- 2016년 《매직배딩》 ... 어머니 역
- 2017년 《파파 오랑후탄》 ... 내레이션
- 2018년 《궁합》 ... 으아리 역(특별 출연)
- 2021년 《간이역》 ... 경숙 역
- 2021년 《아들의 이름으로》 ... 진희 역
- 2022년 《둠둠》 ... 신애 역
- 2022년 《크리스마스 캐럴》 ... 자훈 엄마 역 (특별 출연)
- 2024년 《검은 소년》 ... 이소연 역
- 2024년 《미지수》 … 선애 역

### 뮤지컬
- 1982년 《백설공주》 ... 백설공주 역

### 연극
- 1995년 《사랑에 속고 돈에 울고》 ... 홍도 역
- 2006년 《헬렌켈러》 ... 앤 설리반 역
- 2017년 《그와 그녀의 목요일》 ... 연옥 역
- 2018년 《달걀의 모든 얼굴 - 2018 시리즈 연극만원》
- 2019년 《여자만세 2 》
- 2020년 《친정엄마와 2박3일》

## 연기 외 활동

### 방송
- 1977년 TBC 《호돌이와 토순이》 ... MC
- 1978년 TBC 《왕짱구》
- 2000년 KBS1 《사랑의 리퀘스트》
- 2011년 CGNTV 《강석우, 윤유선의 하늘빛 향기》 ... MC
- 2011년 TVN 《현장토크쇼 택시》
- 2012년 채널A 《웰컴 투 시월드》 ... 패널
- 2016년 MBC 《미스터리 음악쇼 복면가왕》 - 질풍노도 사춘기 소녀
- 2016년 TV조선 《엄마가 뭐길래》
- 2017년 MBC 《은밀하게 위대하게》
- 2019년 KBS1 《TV는 사랑을 싣고》
- 2020년 TV조선 《식객 허영만의 백반기행》게스트 출연
- 2021년 SBS 《워맨스가필요해》 게스트 출연
- 2022년 JTBC 《뜨거운 씽어즈》 고정 출연
- 2022년 MBN 《무작정투어 원하는대로》 고정 출연
- 2022년 JTBC 《히든싱어7》 연예인 패널
- 2023년 MBC 《라디오스타》 게스트 출연
- 2023년 JTBC 《부름부름 대행사》 게스트 출연
- 2023년 SBS FiL 《한살이라도 어릴때》 게스트 출연
- 2024년 KBS 2TV 《신상출시 편스토랑》 게스트 출연

### 라디오 프로그램
- 1995년 KBS 제2FM 《전영호 윤유선의 오후의 대행진》 ... DJ
- 2015년 EBS FM 《책 읽는 라디오 낭독 시리즈》
- 2023년 ~ 2024년 KBS 클래식FM 《윤유선의 가정음악》

### CF
- 1982년 ~ 1988년 롯데푸드 (껌바, 삐오레, 까리뽀, 꿀떡바, 빵빠레, 희한한 고구마, 돼지바, 삼강 아이스크림 시리즈 등)
- 1986년 HK이노엔 스카이나
- 1986년 희보 히포
- 2002년 오뚜기 진라면
- 2011년 롯데제과 찰떡아이스
- 2014년 동국제약 센시아
- 2015년 동원F&B 개성 생 제주돼지 왕만두
- 2017년 농심 카레라이스 쌀면 (with 박호산, 백지헌)
- 2019년 디펜드 스타일 패드
- 2020년 국민건강보험공단 올바른 약물복용

## 수상
- 1989년 제25회 백상예술대상 TV부문 여자 신인연기상 《토지》
- 1994년 제32회 대종상 신인여우상 《두 여자 이야기》
- 1995년 KBS 연기대상 여자 우수연기상《바람은 불어도》
- 2011년 MBC 방송연예대상 코미디·시트콤부문 여자 최우수상 《하이킥! 짧은 다리의 역습》
- 2024년 KBS 연기대상 여자 조연상 《미녀와 순정남》